# Constantino (hijo de León V)
Simbacio (en griego: Συμβάτιος, en armenio: Smbat), también Sabbatio (Σαββάτιος) o Sambates (Σαμβάτης) en algunas fuentes, era el hijo mayor del emperador bizantino León V el Armenio. Poco después de la coronación de su padre, fue coronado coemperador y rebautizado como Constantino (en griego: Κωνσταντῖνος, romanizado: Kōnstantînos). Reinó nominalmente junto con su padre hasta la deposición de este último en 820, tras lo cual fue exiliado a Prote, una de las Islas de los Príncipes, como monje.

## Biografía
Simbacio era el hijo mayor del emperador León V el Armenio y su esposa, Teodosia. Su padre era un comandante armenio al servicio bizantino, posiblemente descendiente de la familia Gnuni. Había ascendido al alto mando como protegido de Bardanes el Turco, pero lo abandonó cuando este último se rebeló contra Nicéforo I. Su madre también era de origen armenio, hija de los patricios Arsaber, quien intentó una usurpación sin éxito contra Nicéforo I en 808. Siendo un niño en el momento del ascenso al trono de su padre, Simbacio nació en algún momento entre 800 y 810. Miguel I Rangabé, el yerno y sucesor de Nicéforo I, fue probablemente el padrino del niño.
A la cabeza de una revuelta militar tras la desastrosa batalla de Versinikia contra los búlgaros, León depuso a Miguel I el 11 de julio de 813 y fue coronado emperador al día siguiente. Algún tiempo después hizo coronar a Simbacio como coemperador y lo rebautizó como Constantino. Este último nombre no fue elegido al azar: además de ser un nombre imperial bizantino tradicional que se remonta a Constantino el Grande, las tropas reunidas ahora aclamaron públicamente a los emperadores "León y Constantino", evocando abiertamente al emperador iconoclasta León III el Isaurio y su hijo Constantino V.
Aunque antes de su acceso al trono, León le había dado garantías por escrito al patriarca iconodulo Nicéforo I de que no intentaría derrocar la doctrina iconodulia de la iglesia, el nombramiento del nuevo coemperador fue una clara declaración de intenciones en sentido contrario. Las motivaciones de León solo se pueden adivinar, pero en un momento en que los alrededores de Constantinopla estaban siendo atacados por el gobernante búlgaro Krum, los éxitos militares logrados por los emperadores iconoclastas contrastaban marcadamente con las derrotas sufridas por los recientes regímenes iconodulos. León también era militar, y el ejército atesoraba particularmente la memoria de los emperadores iconoclastas, donde muchos todavía se adherían a la iconoclasia.
El 14 de marzo de 814, León forzó la dimisión del patriarca Nicéforo I y nombró en su lugar al pro-iconoclasta Teodoto Meliseno, hijo de uno de los cuñados de Constantino V. El nuevo patriarca convocó un concilio de la Iglesia en Constantinopla, que anuló el Segundo Concilio de Nicea y restableció la prohibición de la veneración de íconos. El concilio fue presidido por Teodoto, mientras que Constantino asistió como representante de su padre. En 819/820, publicó, junto con su padre, una novela sobre derecho matrimonial.
León el Armenio fue asesinado el 25 de diciembre de 820 por los partidarios de Miguel el Amoriano, que había sido encarcelado por conspirar contra León. Miguel fue liberado de prisión y proclamado emperador esa misma noche. El nuevo emperador desterró a Constantino, junto con su madre y tres hermanos, Basilio, Gregorio y Teodosio, a la isla de Prote, una de las Islas de los Príncipes en el Mar de Mármara. Allí, los cuatro hermanos fueron castrados para hacerlos incapaces de reclamar el trono en el futuro, y tonsurados. Pasaron el resto de sus días allí como monjes, aunque Miguel el Amoriano les permitió quedarse con parte de las ganancias de sus propiedades confiscadas para su mantenimiento y el de sus sirvientes. Basilio y Gregorio todavía son mencionado como iconodulos en 847, pero nada más se sabe de Constantino.